# Aristida spiciformis
Aristida spiciformis är en gräsart som beskrevs av Stephen Elliott. Aristida spiciformis ingår i släktet Aristida och familjen gräs. Inga underarter finns listade i Catalogue of Life.